# Patrick Mevoungou
Patrick Mevoungou (Yaoundé, 1986. február 15. –) kameruni válogatott labdarúgó.

## Pályafutása
Patrick Mevoungou Yaoundé városában született, és itt is kezdte pályafutását, a Semences Olympiques de Yaoundéban. Hazájában játszott az Espoir Ebowola, és az Espoir Ebowola csapatában, miközben játszott Kínában is. 2008-ban a Canon Yaoundé játékosa lett, innen került az osztrák Sturm Graz csapatához 2010 nyarán. A Grazban mindössze tizenkét bajnokit játszott, valamint két kupamérkőzést. 2011-ben az Admira Wacker igazolta le. Itt két szezont töltött, majd 2013 nyarán a Győri ETO csapatához szerződött.  A 2013-14-es idényben 17 bajnokin lépett pályára a Rába-parti csapatban, de 2014 júniusában felbontotta a szerződését. Visszatért hazájába, a Canon Yaoundéhoz, majd 2016 szeptemberében aláírt a Mezőkövesdhez. Fél szezont követően a Diósgyőri VTK-hoz igazolt. 2017 nyarán igazolt a Puskás Akadémia csapatához. A PAFC Színeiben 24 bajnokin játszott a 2017-2018-as szezonban, majd a következő szezon előtt visszatért Mezőkövesdre.

## Mérkőzései a kameruni válogatottban
| #  | Dátum              | Ellenfél | Eredmény | Kiírás              | Esemény |
| -- | ------------------ | -------- | -------- | ------------------- | ------- |
| 1. | 2010. május 25.    | Grúzia   | 0 – 0    | barátságos mérkőzés | 46'     |
| 2. | 2012. november 14. | Albánia  | 0 – 0    | barátságos mérkőzés | 78'     |

## Sikerei, díjai
SK Sturm Graz:
- Osztrák Bundesliga : 2010–11